# اوزارک (آلاباما)
اوزارک (به انگلیسی: Ozark) شهری در شهرستان دیل ایالت آلاباما است که مساحت آن ۸۸٫۹۲ کیلومتر مربع است و در سرشماری سال ۲۰۱۰ میلادی، ۱۴٬۹۰۷ نفر جمعیت داشته و تراکم جمعیتی آن، ۱۶۷٫۶۵ نفر در هر کیلومتر مربع بوده است.

## نگارخانه

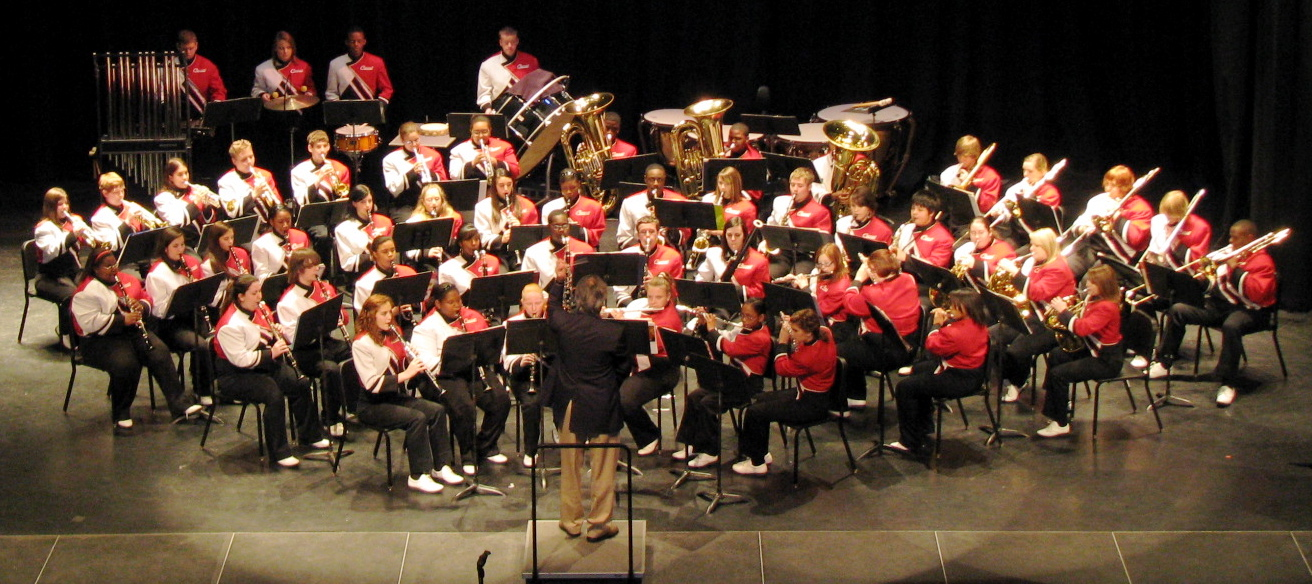
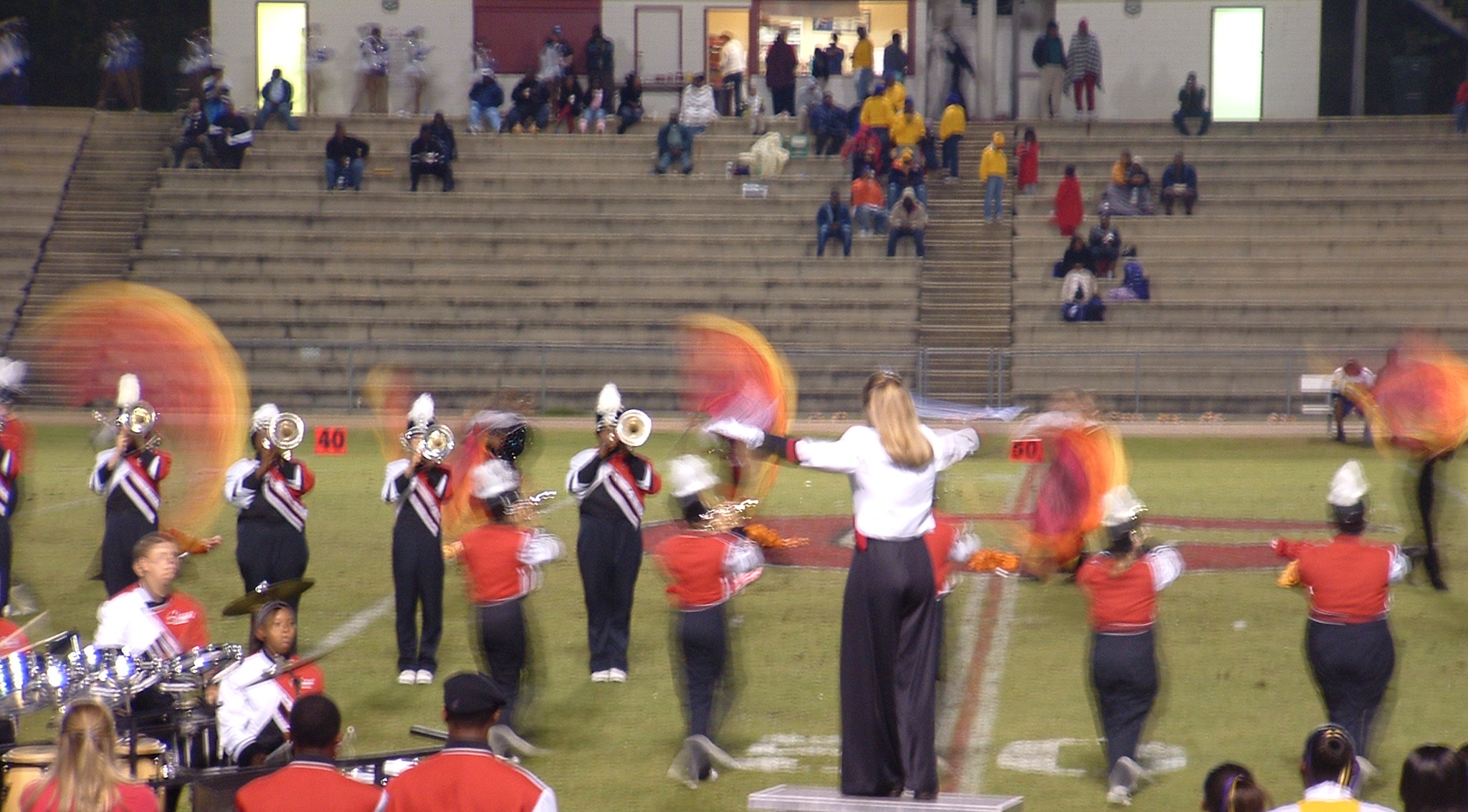